# Timo Sarpaneva

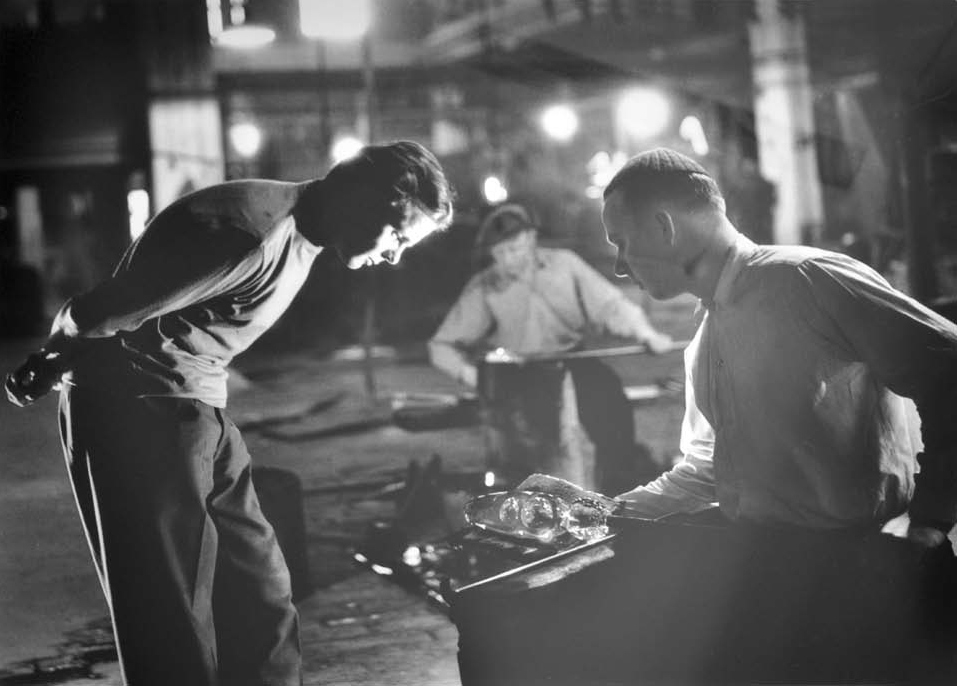
Timo Sarpaneva (till vänster)

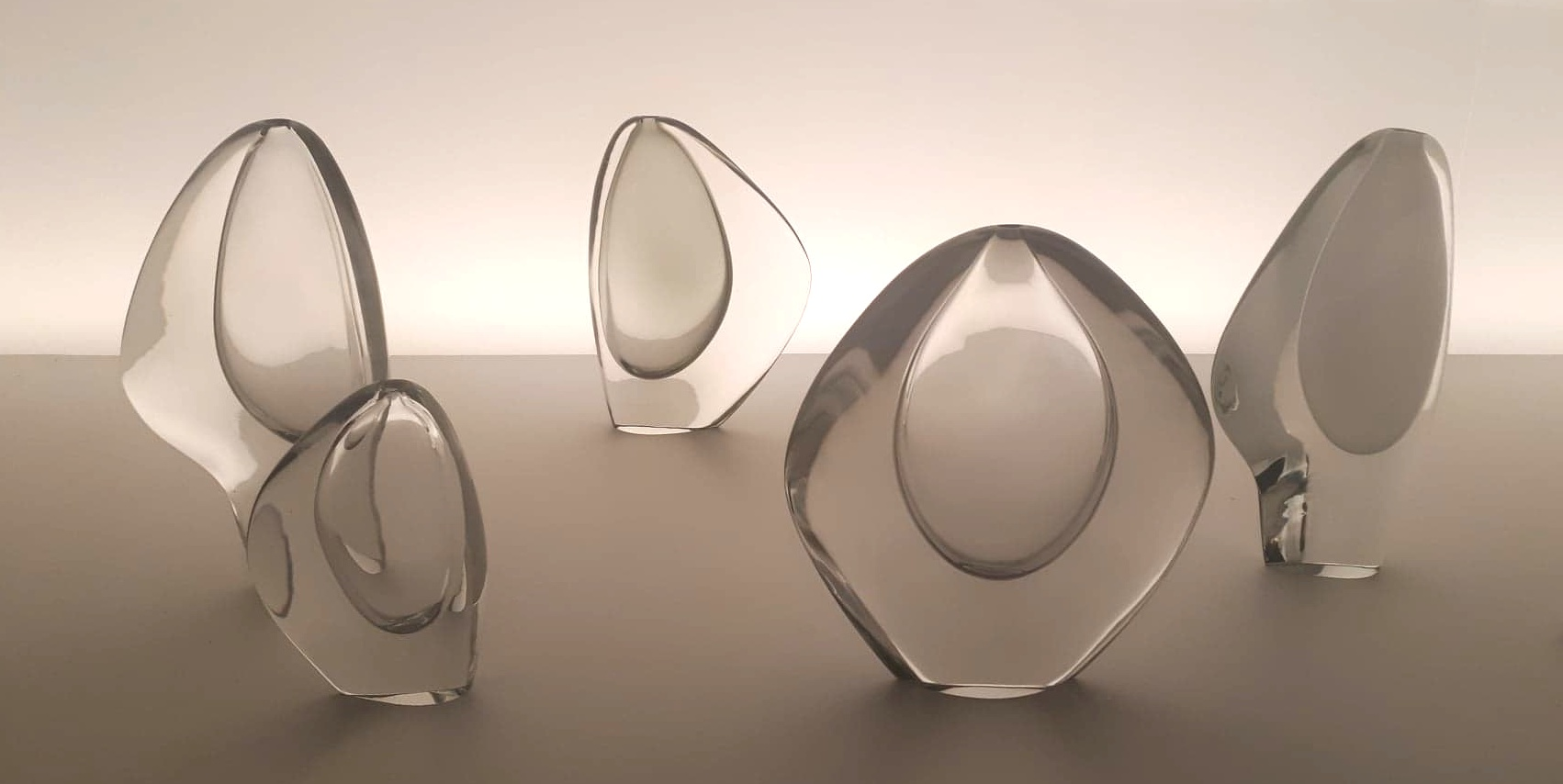
Lancets vann Grand Prix i Milanotriennalen, 1954

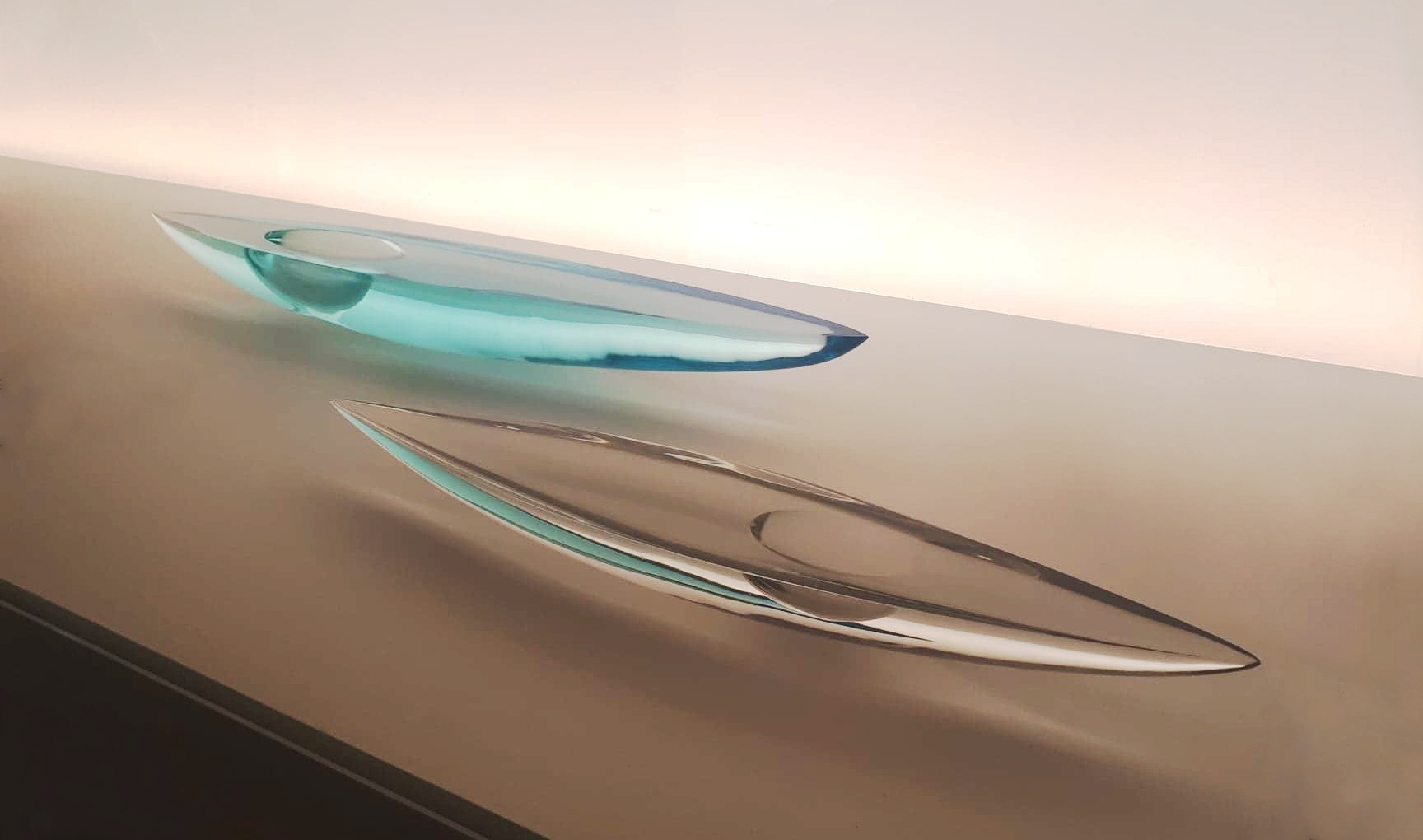
Kajakki vann Grand Prix i Milanotriennalen, 1954

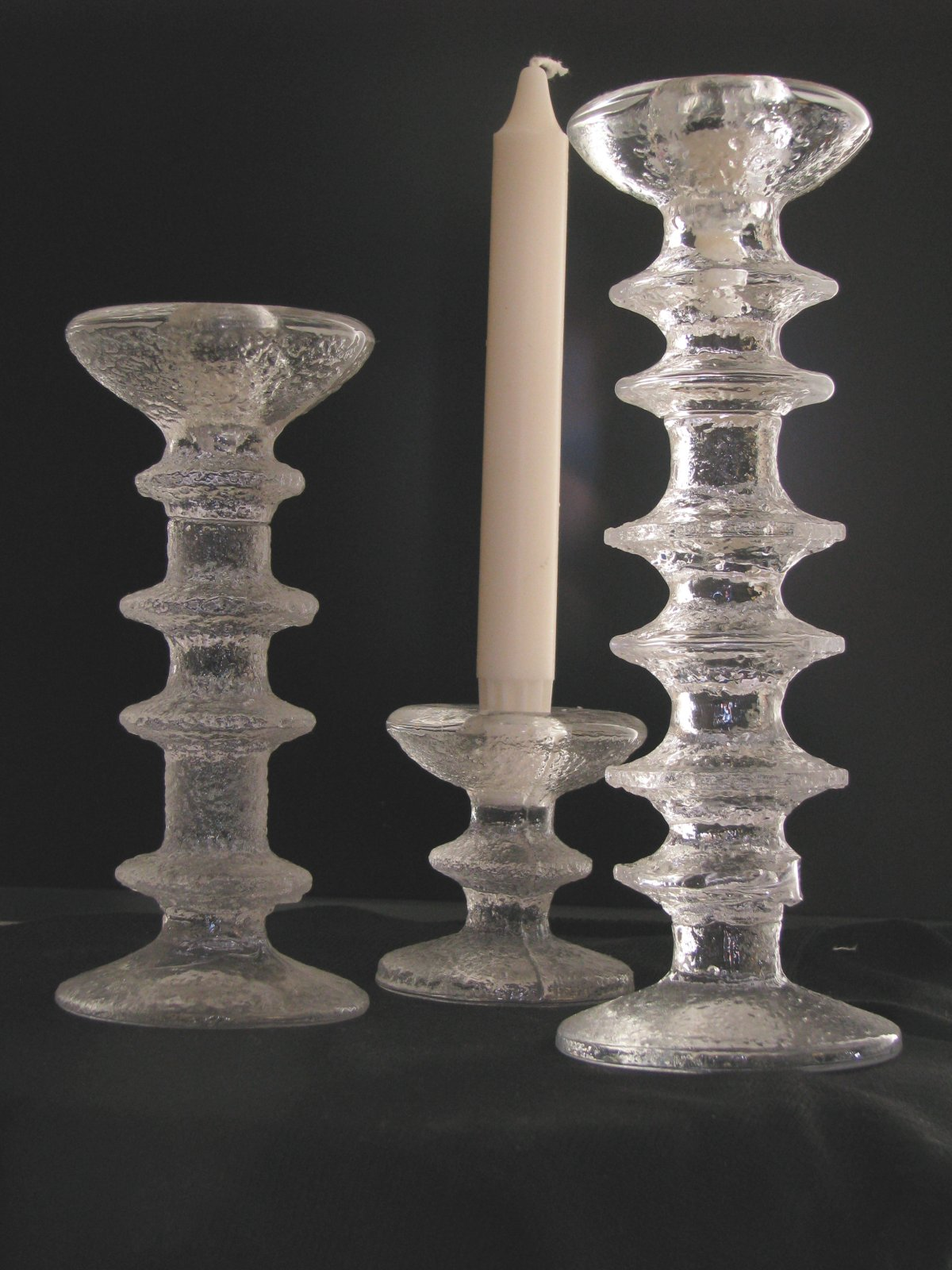
Ljusstakar från Iittala och serien Festivo.

Timo Tapani Sarpaneva, född 31 oktober 1926 i Helsingfors, Finland, död där 2 oktober 2006, var en finländsk glaskonstnär och formgivare.
Timo Sarpaneva bedrev studier vid Konstindustriella läroverket i Helsingfors 1941–43 och 1945–48. År 1950 anställdes han som designer vid Iittala och 1955–56 var han verksam som konstnärlig ledare vid Björneborgs bomullsfabrik. I sitt arbete med glas tog Sarpaneva fram både bruksföremål och abstrakta skulpturer. Han firade framgångar under 1950-talet med glasserier som ”Lansett”, ”Orkidé” och ”Kajak”. Sarpaneva skapade som textilkonstnär bland annat inredningstyger i serien Karelia. En annan stor framgång var tyget Ambiente som tillverkades av Tampella i Tammerfors. Sarpaneva skapade även stekpannor, fiskgrytor och gjutjärnsgrytor för Rosenlew.
Han hade utställningar på många håll i Europa och Amerika och är representerad på de flesta viktiga designmuseer i världen. 1976 tilldelades han professors titel. Han var hedersmedlem i Royal Society of Arts och hedersdoktor vid Royal College of Arts i London.

Timo Sarpaneva var gift med Pi Ann-Mari Sarpaneva f. Holmberg mellan 1954-1970 och med Marjatta Sarpaneva f. Svennevig 1997- till hans död.
Han är begravd på Sandudds begravningsplats i Helsingfors.

## Priser och utmärkelser
- 1951, 1957, 1960 – silvermedalj på Milanotriennalen[3]
- 1954, 1957 – grand prix på Milanotriennalen[3]
- 1960 – guldmedalj på Milanotriennalen[3]
- 1956 – Lunningpriset